# Dionisio de Echegaray
Dionisio de Echegaray (nacido el 10 de octubre de 1789 en Carasa) fue un militar, ingeniero y político español.

## Reseña biográfica
En 1805 era delineador del Cuerpo de Ingenieros de Marina.
En 1808 era Subteniente de Ingenieros del Ejército.
En 1818 fue oficial Primero de la Junta de Estadística del Partido de Córdoba.
En 1820 fue Oficial del Gobierno Político de Córdoba.
En 1822 fue Oficial del Gobierno Político de Gerona.
En 1834 fue Oficial del Gobierno Político de Jaén.
En 1836 fue Secretario del Gobierno Político de Soria.
Desde el 30 de octubre de 1837 al 7 de abril de 1840 fue Secretario del Gobierno Político de Zaragoza.
Del 18 de enero de 1839 al 20 de enero de 1839 fue Presidente de la Diputación Provincial de Zaragoza.
En 1841 fue Jefe Político de Santander.
Fue Jefe Político interino e Intendente de Vizcaya.
En 1843 fue Jefe Político de Segovia, de Logroño y de Sevilla.
| Predecesor: Joaquín Manuel de Alba | Presidente de la Diputación Provincial de Zaragoza 18 de enero de 1839 - 20 de enero de 1839 | Sucesor: Juan José Llamas |